# L'Année épigraphique
L’Année épigraphique (эпиграфический год, стандартное сокращение AE) — французское издание, посвященное эпиграфике (то есть изучению надписей или эпиграфов как письменности). Основано Рене Канья, заведующим кафедрой эпиграфики и римских древностей в Коллеж де Франс, и Жаном-Гийомом Феньоном в 1888 году. Он был связан с Revue Archéologique до выпуска 1964 года, когда он стал автономным изданием Presses Universitaires de France (PUF) благодаря гранту Национального центра научных исследований (CNRS). Издание систематически публикует все надписи, касающиеся Древнего Рима, которые обнаруживаются в мире каждый год, в основном на латинском или древнегреческом языках, и отсортированные по периодам.

## Руководство и редакция
- 1888—1935: Рене Канья, вначале единолично, затем до 1932 года с Жаном-Гийомом Феньоном и Морисом Безье, затем с Альфредом Мерленом.
- 1936—1964: Альфред Мерлен единолично и совместно с Жаном Гаге.
- 1965: Жан Гаге и Марсель Ле Глэ.
- 1966—1973: Жан Гаге, Марсель Ле Гле, Ханс-Георг Пфлаум и Пьер Виллёмье.
- 1974—1978: Андре Шастаньоль, Жан Гаге, Марсель Ле Гле и Х.-Г. Пфлаум.
- 1979—1980: Андре Шастаньоль, Жан Гаге, Марсель Ле Гле.
- 1981—1986: Андре Шастаньоль, Марсель Ле Гле, Патрик Ле Ру.
- 1987—1990: Андре Шастаньоль, Андре Ларонд, Марсель Ле Гле, Патрик Ле Ру.
- 1991 — настоящее время: Мирей Корбье, Патрик Ле Ру и Сильви Дарден.